# Iwan Kabanow
Iwan Grigorjewicz Kabanow (ros. Ива́н Григо́рьевич Кабанов, ur. 22 stycznia?/3 lutego 1898 we wsi Usole k. Solikamska, zm. 2 lipca 1972 w Moskwie) – radziecki polityk, ludowy komisarz przemysłu spożywczego ZSRR (1938–1939), ludowy komisarz przemysłu elektrycznego ZSRR (1941–1946), minister przemysłu elektrycznego ZSRR (1946–1951), przewodniczący Państwowego Komitetu Planowania Gospodarczego ZSRR (1952–1953), minister handlu zagranicznego ZSRR (1953–1958), zastępca członka Prezydium KC KPZR (1952–1953).

## Życiorys
W latach 1911–1912 uczeń ślusarza w szkole rzemieślniczej, później pracował jako ślusarz-maszynista i ślusarz-monter. W latach 1916–1917 służył w rosyjskiej armii, 1917 wstąpił do SDPRR(b). 1918-1922 żołnierz Armii Czerwonej, uczestnik wojny domowej jako dowódca, komisarz i szef wydziału politycznego w oddziale na Froncie Wschodnim i Zachodnim. Następnie sekretarz jaczejki i funkcjonariusz partyjny, 1923–1924 uczył się w Uralskiej Szkole Partyjnej. Członek Biura Komitetu Okręgowego RKP(b)/WKP(b) w Bierieznikach, 1927-1928 studiował na Uralskim Uniwersytecie Państwowym w Swierdłowsku, a 1928-1931 w Moskiewskim Instytucie Inżynierii Elektrycznej, po czym został dyrektorem elektrowni w Donbasie. Od 1932 do września 1937 pracownik Ludowego Komisariatu Przemysłu Ciężkiego oraz inżynier i szef działu technicznego w fabryce "Dynamo" w Moskwie. Od września 1937 do 5 marca 1938 ludowy komisarz gospodarki komunalnej Rosyjskiej FSRR, od marca do sierpnia 1938 zastępca przewodniczącego Rady Komisarzy Ludowych Rosyjskiej FSRR, od 7 sierpnia 1938 do 19 stycznia 1939 ludowy komisarz przemysłu spożywczego ZSRR. W latach 1939–1940 starszy inżynier w fabryce "Dynamo" im. Kirowa, a 1940-1941 jej dyrektor. W lipcu-sierpniu I zastępca ludowego komisarza, a od 21 sierpnia 1941 do 2 kwietnia 1951 ludowy komisarz/minister przemysłu elektrycznego ZSRR. Od 2 kwietnia 1951 do 18 października 1952 I zastępca przewodniczącego Państwowego Komitetu Planowania Gospodarczego Rady Ministrów ZSRR ds. Logistyki Gospodarki Ludowej ZSRR, od 14 października 1952 do 17 października 1961 członek KC KPZR, od 16 października 1952 do 5 marca zastępca członka Prezydium (Biura Politycznego) KC KPZR. Od 18 października 1952 do 15 marca 1953 przewodniczący Państwowego Komitetu Planowania Gospodarczego ZSRR, od 15 marca do 28 kwietnia 1953 I zastępca ministra, a od 24 sierpnia 1953 do 26 sierpnia 1958 minister handlu zagranicznego ZSRR. Od sierpnia 1958 do śmierci zastępca przewodniczącego Komisji Prezydium Rady Ministrów ZSRR ds. Stosunków Gospodarczych z Zagranicą. Deputowany do Rady Najwyższej ZSRR 2., 4. i 5. kadencji (1946–1950 i 1954–1962). Pochowany na cmentarzu Nowodziewiczym.

## Odznaczenia i nagrody
- Order Lenina (czterokrotnie)
- Order Czerwonego Sztandaru Pracy
- Nagroda Stalinowska (1953)
- Nagroda Państwowa ZSRR (1953)